# Rudki (powiat zwoleński)
Rudki – wieś w Polsce położona nad Plewką w województwie mazowieckim, w powiecie zwoleńskim, w gminie Przyłęk. Ma status sołectwa.
| SIMC    | Nazwa      | Rodzaj    |
| ------- | ---------- | --------- |
| 0633509 | Nowa Wieś  | część wsi |
| 0633515 | Stara Wieś | część wsi |
| 1059751 | Zarzecze   | część wsi |

W latach 1975–1998 miejscowość należała administracyjnie do województwa radomskiego.
Prywatna wieś szlachecka, położona była w drugiej połowie XVI wieku w powiecie radomskim województwa sandomierskiego. 
Wierni kościoła rzymskokatolickiego należą do parafii Matki Bożej Częstochowskiej w Przyłęku lub do parafii św. Stanisława Biskupa i św. Małgorzaty w Janowcuj.